# Нікорешть (комуна)
Нікорешть, Нікорешті (рум. Nicorești) — комуна у повіті Галац в Румунії. До складу комуни входять такі села (дані про населення за 2002 рік):
- Іонешешть (715 осіб)
- Браніштя (72 особи)
- Грозевешть (76 осіб)
- Добрінешть (437 осіб)
- Коаста-Лупей (326 осіб)
- Мелурень (213 осіб)
- Нікорешть (1083 особи)
- Піску-Корбулуй (363 особи)
- Сирбі (295 осіб)
- Финтинь (709 осіб)

Комуна розташована на відстані 191 км на північний схід від Бухареста, 79 км на північний захід від Галаца, 138 км на південь від Ясс, 135 км на схід від Брашова.

## Населення
За даними перепису населення 2002 року у комуні проживали 6186 осіб.
Національний склад населення комуни:
| Національність | Кількість осіб | Відсоток |
| -------------- | -------------- | -------- |
| румуни         | 6160           | 99,6%    |
| цигани         | 20             | 0,3%     |
| угорці         | 2              | < 0,1%   |
| українці       | 2              | < 0,1%   |

Рідною мовою назвали:
| Мова       | Кількість осіб | Відсоток |
| ---------- | -------------- | -------- |
| румунська  | 6182           | 99,9%    |
| угорська   | 1              | < 0,1%   |
| українська | 1              | < 0,1%   |

Склад населення комуни за віросповіданням:
| Релігія       | Кількість осіб | Відсоток |
| ------------- | -------------- | -------- |
| православні   | 6142           | 99,3%    |
| адвентисти    | 27             | 0,4%     |
| старообрядці  | 10             | 0,2%     |
| римо-католики | 2              | < 0,1%   |
| реформати     | 2              | < 0,1%   |
| баптисти      | 1              | < 0,1%   |